# Maria von Jülich

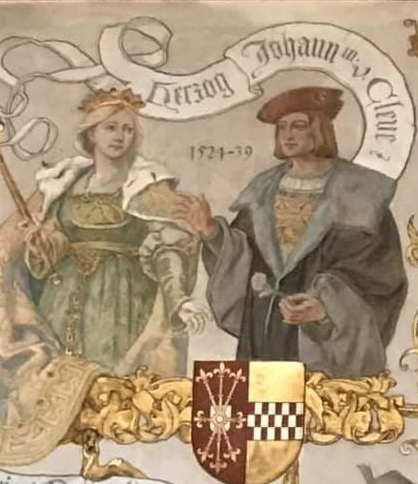
Adolf Schill, Johannes Osten: Historistische Darstellung von Maria und Johann von Jülich-Kleve-Berg im Stammbaum der bergischen Herrscher, Fresko in der „Ahnengalerie“ von Schloss Burg, 1906–1908

Maria von Jülich (* 3. August 1491 in Jülich; † 29. August 1543) war die Tochter von Herzog Wilhelm von Jülich-Berg und Sibylle von Brandenburg.

## Leben
Nach dem Tod ihres Vaters 1511 erbte Maria die Herzogtümer Jülich und Berg sowie die Grafschaft Ravensberg. Durch ihre in der Klever Union vertraglich arrangierte Heirat mit Johann, dem Sohn Herzog Johanns II. von Kleve, wurden die von ihr in die Ehe eingebrachten Gebiete 1521 mit dem Herzogtum Kleve-Mark zum Herzogtum Jülich-Kleve-Berg vereint. Maria war von ihrem Vater als Erbin von Jülich, Berg und Ravensberg eingesetzt worden, obwohl Kaiser Friedrich III. die Nachfolge in Jülich-Berg 1485 dem Herzog Albrecht von Sachsen versprochen und Kaiser Maximilian I. dieses Versprechen 1495 erneuert hatte.
Maria von Jülich war willensstark, konservativ und offenbar eine strenggläubige Katholikin; ihr Beichtvater war der deutsche Kartäusermönch Johannes Justus von Landsberg. Sie sah sehr genau auf ihre Töchter und beeinflusste diese stark. Ihre Töchter erhielten eine traditionelle Erziehung, in der viel Wert auf Sticken und Nähen, weniger jedoch auf das Erlernen von Fremdsprachen oder eine musikalische Ausbildung gelegt wurde. So verstand Marias Tochter Anna, die 1540 den englischen König Heinrich VIII. heiratete, nur ihre Muttersprache, das Bergische. Gemäß ihrer späteren Korrespondenz ließ Maria ihre Tochter anscheinend nicht gern nach England übersiedeln. Aus Liebe zu Anna wollte sie „den Abschied von ihr nicht durchleiden“, doch war ihre Skepsis vielleicht auch von religiösen Bedenken wegen des auf den Britischen Inseln heimisch gewordenen Protestantismus genährt.

## Nachkommen
Maria heiratete im Jahr 1510 Herzog Johann III. von Kleve (1490–1539).
- Sibylle (1512–1554) ⚭ 1527 mit Johann Friedrich I., Kurfürst von Sachsen
- Anna (1515–1557) ⚭ 6. Januar 1540 mit Heinrich VIII., König von England
- Wilhelm V. (1516–1592), Herzog von Jülich-Kleve-Berg (I) ⚭ 1541 mit Jeanne d’Albret (II) ⚭ 18. Juli 1546 mit Maria von Habsburg
- Amalia (1517–1586)